# Gaspar Correia

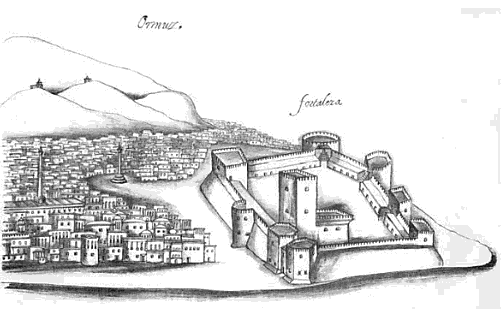
El fuerte de Ormuz visto a mediados del.

Gaspar Correia o Gaspar Corrêa (ca. 1496 – ca. 1563 en Goa) fue un historiador portugués, autor de "Lendas da Índia" ( "Leyendas de India"), uno de los primeros y más importantes testimonios de la colonización portuguesa en Asia.
Existe poca información sobre la vida de este autor. Se conoce que vivió la mayor parte de su vida en el India portuguesa, donde había llegado muy joven, en torno a 1512-1514, para servir como soldado. Fue elegido secretario de Afonso de Albuquerque, que lo tenía en mucha estima. Regresó a Portugal en 1529, pero pronto volvió a partir hacia Oriente. Su obra "Leyendas de la India", aunque escrita en un estilo tosco, se considera una referencia coetánea importante, fruto de 35 años de trabajo del autor en la India, manejando fuentes desconocidas para contemporáneos como Fernão Lopes de Castanheda o João de Barros. El trabajo está ilustrado con retratos de los gobernadores y dibujos de algunas fortalezas, de excepcional interés para el estudio de la Fortaleza de transición. También se debe a él la primera descripción europea de cólera asiático. Una teoría afirma que fue asesinado en Malaca, por orden del gobernador Esteban da Gama, nieto de Vasco da Gama.
La familia guardó el manuscrito original de "Leyendas de la India", que se imprimió por primera vez, entre 1858 (el comienzo de la primera parte) y 1863 (final de la segunda parte) por la Real Academia de las Ciencias de Lisboa.